# Tigerland
Tigerland, titulada como Camino de guerra en Hispanoamérica, es una película dramática del año 2000 dirigida por Joel Schumacher y protagonizada por Colin Farrell, quien interpreta al soldado Roland Bozz durante su estadía en los campos de entrenamiento para ser enviado a la guerra de Vietnam.
«Tigerland» fue el nombre de un campamento de entrenamiento del ejército estadounidense ubicado en Fort Polk, Luisiana, que formaba parte del Centro de Entrenamiento de Infantería Avanzado. La película está ambientada parcialmente en este campo de entrenamiento.

## Sinopsis
Es septiembre de 1971 y está claro que la guerra de Vietnam está perdida. Según el soldado estadounidense promedio que alcanzó al mayoría de edad durante el movimiento de paz de los años 1960, la derrota de Vietnam sucedió hace mucho tiempo. Roland Bozz (Colin Farrell), un recluta que se opone a la guerra, es mostrado como un indisciplinado soldado que no respeta la autoridad, desobedece las órdenes y les contesta a sus superiores.

## Reparto
- Colin Farrell - Soldado Roland Bozz
- Matthew Davis - Soldado Jim Paxton
- Clifton Collins, Jr. - Soldado Miter
- Tom Guiry - Soldado Cantwell
- Shea Whigham - Soldado Wilson
- Russell Richardson - Soldado Johnson
- Neil Brown, Jr. - Soldado Jamoa Kearns
- Tory Kittles - Soldado Ryan
- Nick Searcy - Capitán Saunders
- Afemo Omilami - Sargento de primera clase Ezra Landers
- James MacDonald - Sargento Thomas
- Keith Ewell - Sargento Oakes
- Matt Gerald - Sargento Eveland
- Stephen Fulton - Sargento Drake
- Michael Shannon - Sargento Filmore
- Cole Hauser - Sargento Cota